# Emily Kngwarreye
Emily Kame Kngwarreye (1910 - 2 de setembro de 1996) foi uma influente artista contemporânea aborígene australiana da comunidade Utopia no Território do Norte, a 230 quilômetros a nordeste de Alice Springs. É estimado que ela tenha produzido mais de 3 mil pinturas durante sua vida. Tendo contato esporádico com o mundo exterior, somente após os seus 80 anos foi que ela se tornou amplamente reconhecida pelo seu trabalho.